# Tom Williams (Jazzmusiker)
Tom Williams (* 4. Dezember 1962 in Baltimore; † 7. August 2023) war ein US-amerikanischer Jazzmusiker (Trompete, auch Flügelhorn, Kornett, Komposition).

## Leben und Wirken
Williams war Sohn des Saxophonisten Whit Williams und begann 1968 Trompete zu spielen. In der Highschool-Zeit lernte er zudem Schlagzeug. Er studierte Anfang der 1980er-Jahre an der Towson State University, mit dessen Jazz Ensemble 1981/82 erste Plattenaufnahmen entstanden. In den folgenden Jahren ging er mit Ray Charles auf Tour, gehörte dem von Mercer Ellington geleiteten Duke Ellington Orchestra an, tourte mit dem Musical Sophisticated Ladies und ging mit Jimmy Heath ins Studio (Peer Pleasure, 1987). Dann spielte er als Berufssoldat als Solist in den Bands Jazz Ambassadors und Army Blues des US-Heeres. 
Seit den 1990er-Jahren arbeitete Williams u. a. mit Steve Wilson (New York Summit, 1991), Donald Ray Brown, Ron Holloway, Rob Bargad, dem Smithsonian Jazz Masterworks Orchestra und mit Larry Willis (A Tribute to Someone, 1993). Sein Debütalbum nahm er 1991 in New York in Quintettbesetzung (Javon Jackson, Kenny Barron, Peter Washington, Kenny Washington) auf (Introducing Tom Williams auf Criss Cross Jazz), gefolgt von Straight Street (1993). Im Bereich des Jazz war er zwischen 1981 und 2018 an 33 Aufnahmesessions beteiligt. Stilistisch ist Williams’ Trompetenspiel der Hardbop-Tradition verhaftet. Williams unterrichtete Jazztrompete an der University of Maryland in Baltimore.

## Preise und Auszeichnungen
1990 war Williams Finalist im Thelonious-Monk-Wettbewerb; er kam auf den zweiten Platz. 2014 erhielt er den Benny Golson Jazz Master Award.

## Diskographische Hinweise
- Straight Street (Criss Cross Jazz, 1993), mit Gary Thomas, Kevin Hays, Peter Washington, Kenny Washington

## Lexikalischer Eintrag
- The New Grove Dictionary of Jazz